# Liste der Kulturdenkmale in Boxberg (Heidelberg)

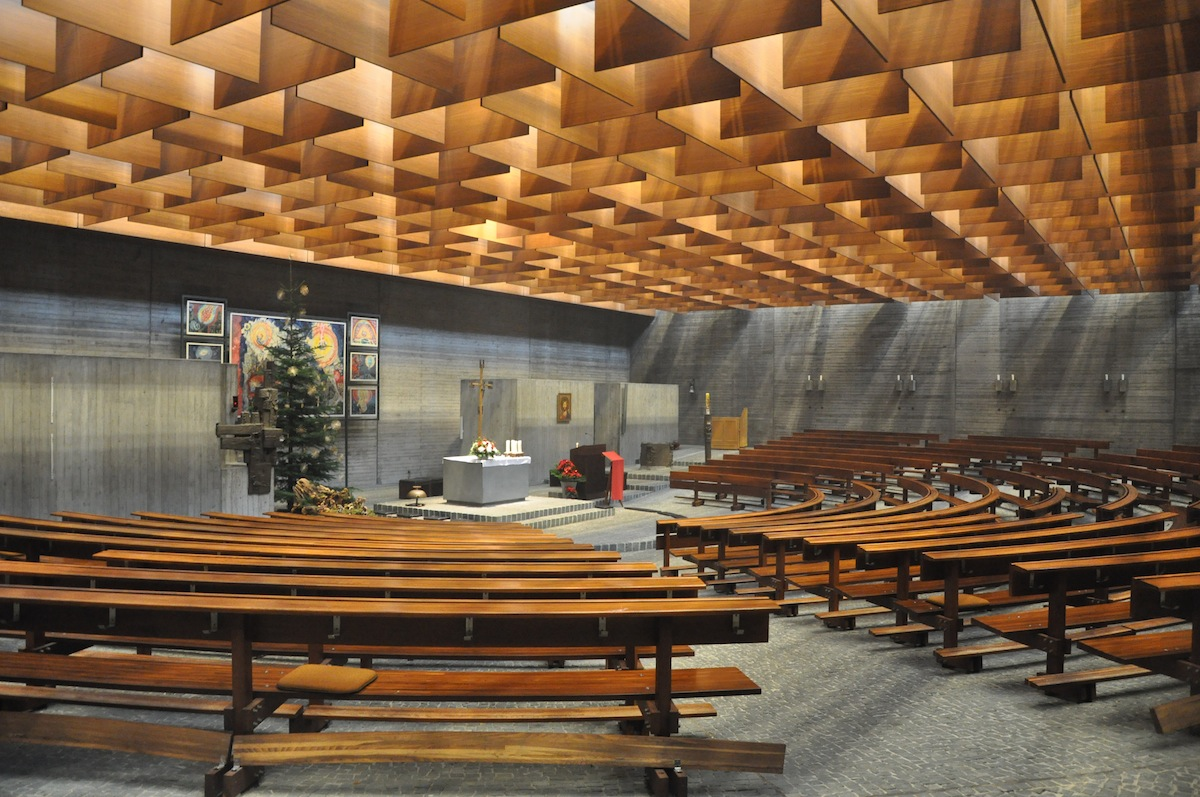
Innenansicht von St. Paul

In der Liste der Kulturdenkmale in Boxberg (Heidelberg) sind alle unbeweglichen Bau- und Kunstdenkmale des Heidelberger Stadtteils Boxberg aufgelistet, die in der Denkmaltopographie Stadtkreis Heidelberg. (= Teilband 1 und 2 der Denkmaltopographie Bundesrepublik Deutschland, Kulturdenkmale in Baden-Württemberg Band II.5.1, herausgegeben von Melanie Mertens. Jan Thorbecke Verlag 2013) verzeichnet sind. In der Stadt Heidelberg befinden sich rund 2900 denkmalgeschützte Gebäude.
Sie ist auf dem Stand von 2012/13 und verzeichnet sind die nachfolgenden unbeweglichen Bau- und Kunstdenkmäler.
Diese Liste ist nicht rechtsverbindlich. Eine rechtsverbindliche Auskunft ist lediglich auf Anfrage bei der Unteren Denkmalschutzbehörde der Stadt Heidelberg erhältlich.

## Allgemein
- Bild: Zeigt ein ausgewähltes Bild aus Commons, „Weitere Bilder“ verweist auf die Bilder im Medienarchiv Wikimedia Commons.
- Bezeichnung: Nennt den Namen, die Bezeichnung oder die Art des Kulturdenkmals.
- Lage: Straßenname und Hausnummer oder Flurstücknummer des Kulturdenkmals, gegebenenfalls auch den Ortsteil. Die Grundsortierung der Liste erfolgt nach dieser Adresse. Der Link (Karte) führt zu verschiedenen Kartendiensten mit der Position des Kulturdenkmals. Fehlt dieser Link, wurden die Koordinaten noch nicht eingetragen. Sind diese bekannt, können sie über ein Tool mit einer Kartenansicht einfach nachgetragen werden. In dieser Kartenansicht sind Kulturdenkmale ohne Koordinaten mit einem roten bzw. orangen Marker dargestellt und können durch Verschieben auf die richtige Position in der Karte mit Koordinaten versehen werden. Kulturdenkmale ohne Bild sind an einem blauen bzw. roten Marker erkennbar.
- Datierung: Baubeginn, Fertigstellung, Datum der Erstnennung oder grobe zeitliche Einordnung entsprechend des Eintrags in der zuständigen Denkmaldatenbank (Landesamt für Denkmalpflege Baden-Württemberg).
- Beschreibung: Kurzcharakteristik des Kulturdenkmals.

## Boxberg– Waldparksiedlung und Stadtteil von Heidelberg
Der Boxberg ist ein relativ neuer Stadtteil von Heidelberg. Er liegt zwischen 210 und 270 m ü. NN im Süden von Heidelberg am Westhang des Königstuhlmassivs über Heidelberg-Rohrbach, nördlich des Stadtteils Emmertsgrund. Er hat eine Fläche von 54 ha und dehnt sich 1350 m in Nord-Süd-Richtung und 600 m in Ost-West-Richtung aus. Der Boxberg war zunächst eine durch die damals noch selbstständige Gemeinde Rohrbach (heute Stadtteil Rohrbach) vorgenommene Rodung, die landwirtschaftlich genutzt und im Osten durch Wald begrenzt wurde. Die Waldgrenze verläuft noch heute entlang der Straße „Am Waldrand“. 1930 legte man dort einen Waldsportplatz an, an dessen Stelle sich heute die Sportanlage des TB Rohrbach-Boxberg befindet.
Die Planungen für die Waldparksiedlung Boxberg begannen in den 1950er Jahren und umfassten die Wiesengrundstücke und Teile des sich daran anschließenden Waldes. Bereits im Flächennutzungsplan von 1957 ist das Gebiet des Boxberges als Wohnbaufläche ausgewiesen. Der Bebauungsplan wurde am 28. April 1960 vom Gemeinderat beschlossen. Die Vorgaben lauteten, Wohnungen für 6.000 Einwohner mit der notwendigen Infrastruktur zu schaffen, ohne das Landschaftsbild in seinen Grundzügen zu stören: Höhergeschossige Wohnungen wurden in den Waldbereich und Einfamilienwohnhäuser auf die nach Rohrbach gelegenen Wiesenstücke gebaut. Im Oktober 1962 bezogen die ersten Mieter die Wohnungen in den Häusern an der Forstquelle. 

## Kulturdenkmale in Boxberg
| Bild           | Bezeichnung                   | Lage                   | Datierung | Beschreibung | ID |
| -------------- | ----------------------------- | ---------------------- | --------- | --- | -- |
| Weitere Bilder | Pfarrgemeindezentrum St. Paul | Buchwaldweg 2 (Karte)  | 1965–1972 | In mehreren Bauabschnitten in Gestalt eines frühchristlichen Forums errichtet nach Plänen von Lothar Götz, Kirche erst 1970–1972 als funktionalistischer, fensterloser Stahlbetonbau ohne Glockenturm erbaut, hanglagig mit vorgekippter Attikaplatte als Dachkranz, Innenraum über Sheddächer gleichmäßig belichtet, Gestühl im Halbkreis um den freistehenden Altar angeordnet, die Gemeindebauten sind flachgedeckt mit vorgehängten Aluminiumblechen, sämtlich vom terrassierten und mit Waschbetonplatten belegten Hof erschlossen. Geschützt nach § 2 DSchG |    |
|                | Bildstock                     | Am Dachsbuckel (Karte) |           | Bildstock aus rotem Sandstein, Gekreuzigtenabbildung, Inschrift unten: ALLES WAS ATMET LOBE DEN HERRN | BW |
|                | Wegstein                      | Am Dachsbuckel         |           | Naturstein mit einer abgebildeten Hand |    |